# ماتياس موريتز
ماتياس موريتز (بالألمانية: Mathias Moritz)‏ (21 فبراير 1988 بكارلسروه في ألمانيا - ) هو لاعب كرة قدم ألماني في مركز حراسة المرمى. لعب مع نادي كارلسروه ونادي كارلسروه 2 ‏ وSV Spielberg ‏.

## وصلات خارجية
- ماتياس موريتز على موقع قاعدة بيانات كرة القدم.إي يو (الإنجليزية)
- ماتياس موريتز على موقع بيانات كرة القدم. دي إي (الألمانية)